# 武田将明
武田 将明（たけだ まさあき、1974年 - ）は、日本の英文学者。東京大学大学院総合文化研究科教授。専門は18世紀イギリス小説。

## 人物
東京都生まれ。京都大学文学部卒。東京大学大学院人文社会系研究科を経て、ケンブリッジ大学でPh.D. （英文学）を取得。法政大学文学部専任講師、准教授を経て、2010年東大総合文化研究科准教授、2022年教授。
2005年に第27回日本英文学会新人賞佳作、2008年に「囲われない批評 東浩紀と中原昌也」（『群像』2008年6月号に掲載）で第51回群像新人文学賞評論部門を受賞した。

## 著書
- 『デフォー ペストの記憶―見えざる恐怖に立ち向かう 100分de名著』NHK出版、2020年9月・Eテレ放送テキスト

### 共著
- （原田範行、服部典之）『『ガリヴァー旅行記』徹底注釈 注釈篇』岩波書店、2013年。
- （都甲幸治、藤井光ほか）『きっとあなたは、あの本が好き。連想でつながる読書ガイド』リットーミュージック、2016年。
- （都甲幸治、中村和恵ほか）『世界の8大文学賞　受賞作から読み解く現代小説の今』リットーミュージック、2016年。
- （飯田橋文学会共編）『現代作家アーカイヴ　自身の創作活動を語る2』東京大学出版会、2017年

### 分担執筆
- （日本ジョンソン協会編）『十八世紀イギリス文学研究2』開拓社、2002年。
- （木下卓、清水明編）『もっと知りたい名作の世界「ガリヴァー旅行記」』ミネルヴァ書房、2006年。
- （日本ジョンソン協会編）『十八世紀イギリス文学研究4』開拓社、2010年。
- （石塚久郎責任編集）『イギリス文学入門』三修社、2014年。
- （冨樫剛編）『名誉革命とイギリス文学――新しい言説空間の誕生』春風社、2014年。

### 訳書
- ジャイルズ・フォーデン『スコットランドの黒い王様』新潮社・新潮クレスト・ブックス、1999年。
- セルゲイ・カルプ編、中川久定、増田真監訳『十八世紀研究者の仕事――知的自伝』法政大学出版局、2008年。訳者の一員
- サミュエル・ジョンソン『イギリス詩人伝』筑摩書房、2009年。訳者の一員（小林章夫ほか）
- デフォー『ロビンソン・クルーソー』河出文庫、2011年。
- ハニフ・クレイシ『言葉と爆弾』法政大学出版局、2015年。
- デフォー『ペストの記憶』研究社〈英国十八世紀文学叢書〉、2017年。